# Milo von Trier

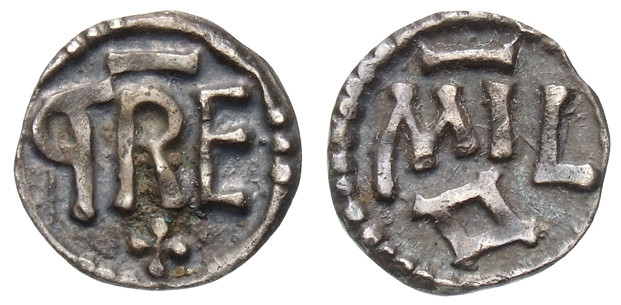
Münze Milos als Bischof von Trier mit seinem Namenszug auf der Rückseite, heute im Berliner Münzkabinett

Milo von Trier († 761/762) war Bischof von Trier und von Reims.
Er war der Sohn von Liutwin († 717) und sein Nachfolger als Bischof von Trier und Reims. Sein Großonkel Basinus († 705) war ebenfalls Bischof in Trier. Sein Bruder war Wido, Stammvater der Widonen, seine Schwester vermutlich Chrodtrud, die erste Frau von Karl Martell, dessen Anhänger Milo war.
Milo starb bei einem Jagdunfall im Meulenwald bei Trier. Sein Grab konnte bisher weder im Trierer Dom noch in der Reichsabtei St. Maximin noch in der Pfarrkirche St. Peter in Trier-Ehrang (nahe dem Unfallort) nachgewiesen werden.
Die Lebens- und Amtsführung Milos ist in der Kirchengeschichte umstritten. Er gilt als Gegner der Kirchen- und Bistumsreformen des Bonifatius im östlichen Frankenreich. Die Verwendung von Kirchengut für eigene familiäre und politische Zwecke, zum Beispiel zugunsten seiner illegitimen Söhne, und eine ungeistliche Lebensführung wurden ihm nachgesagt und von Papst Zacharias kritisiert. Die Synode von Soissons setzte ihn 744 auf Betreiben des Bonifatius als Bischof von Reims ab. Auch Bischof von Trier blieb er nicht bis zu seinem Tod.
Um seinen Tod und das am überlieferten Ort seines Unfalls aufgestellte Milokreuz ranken sich lokale Sagen, die die negativen Schilderungen Milos in den Gesta Treverorum aufgreifen.